# Rhopalus
Rhopalus is een geslacht van wantsen uit de familie glasvleugelwantsen (Rhopalidae). Het geslacht werd voor het eerst wetenschappelijk beschreven door Schilling in 1827.

## Soorten
Het genus bevat de volgende soorten:

- Rhopalus conspersus (Fieber, 1837)
- Rhopalus distinctus (Signoret, 1859)
- Rhopalus kerzhneri Göllner-Scheiding, 1984
- Rhopalus latus (Jakovlev, 1883)
- Rhopalus lepidus Fieber, 1861
- Rhopalus maculatus (Fieber, 1837)
- Rhopalus nigricornis (Hsiao, 1965)
- Rhopalus parumpunctatus Schilling, 1829
- Rhopalus sapporensis (Matsumura, 1905)
- Rhopalus rufus Schilling, 1829
- Rhopalus subrufus (Gmelin, 1790)
- Rhopalus tibetanus Liu, Q.A. & Zheng, 1989